# Edwin Palma
Edwin Palma (Lima, 16 de agosto de 1977) es un exfutbolista peruano que jugaba de defensa central. 

## Clubes
| Club               | País | Año       |
| ------------------ | ---- | --------- |
| Alcides Vigo       | Perú | 1999-2000 |
| Juan Aurich        | Perú | 2001-2002 |
| Deportivo Wanka    | Perú | 2003      |
| Sport Boys         | Perú | 2004      |
| Alianza Atlético   | Perú | 2004      |
| Sport Áncash       | Perú | 2005      |
| León de Huánuco    | Perú | 2006-2007 |
| Deportivo Bancos   | Perú | 2008      |
| Tecnológico        | Perú | 2008-2009 |
| Defensor San José  | Perú | 2010      |
| Deportivo Pucallpa | Perú | 2011      |